# Delias catisa
Delias catisa är en fjärilsart som beskrevs av Jordan 1912. Delias catisa ingår i släktet Delias och familjen vitfjärilar. Inga underarter finns listade i Catalogue of Life.